# Rio Iguaçu
Der Rio Iguaçu (portugiesisch Rio Iguaçu [ʁi.u igwaˈsu], spanisch Río Iguazú (Río Iguazú) [ri.o iɣwaˈsu]) ist ein ca. 1320 km langer Fluss in Südamerika. Sein Unterlauf mit den berühmten Iguazú-Wasserfällen ist Teil zweier Nationalparks und seit 1984 (Nationalpark Iguazú, Argentinien) bzw. 1986 (Nationalpark Iguaçu, Brasilien) auch UNESCO-Weltnaturerbe.

## Etymologie
Der Name des Flusses leitet sich von dem Guaraní-Wort Yguasu „großes Wasser“ her.
Er wurde früher vor allem in seinem Oberlauf auch Rio Grande de Curitiba, Rio Grande do Registro oder einfach Registro genannt. Dieser Name rührt daher, dass es in der Nähe von Lapa ein Registro gab, das ist eine Mautstelle zur Erhebung der Abgaben der Tropeiros.

## Verlauf
Der gesamte Flusslauf des Iguaçu verläuft im oder am Rande des brasilianischen Bundesstaats Paraná.
Er entsteht durch den Zusammenfluss des Rio Iraí mit dem Rio Atuba im Stadtteil Cajuru von Curitiba, an der Fernstraße BR-277. Zwischen der Einmündung des Rio Negro bei Antônio Olinto und der Zwillingsstadt União da Vitória/Porto União bildet der Iguaçu die Grenze zum brasilianischen Bundesstaat Santa Catarina. Von dort an fließt er westwärts durch den Staat Paraná. Während der letzten Kilometer bis zu seiner Mündung in den Rio Paraná ist er Grenzfluss zwischen Brasilien und der argentinischen Provinz Misiones.
In der Nähe der Mündung in den Paraná befinden sich auf der brasilianischen Seite die Stadt Foz do Iguaçu und auf der argentinischen Seite die Stadt Puerto Iguazú. Die beiden Städte sind durch die Tancredo-Neves-Brücke verbunden, die den Fluss überspannt.
Der Fluss gilt als der Totenfluss, da die Gebeine der Verstorbenen ähnlich wie beim Ganges oberhalb der Wasserfälle in den Fluss geworfen wurden und im „Teufelsschlund“ den Blicken der Hinterbliebenen/der Trauergemeinde entschwanden.

## Wasserfälle

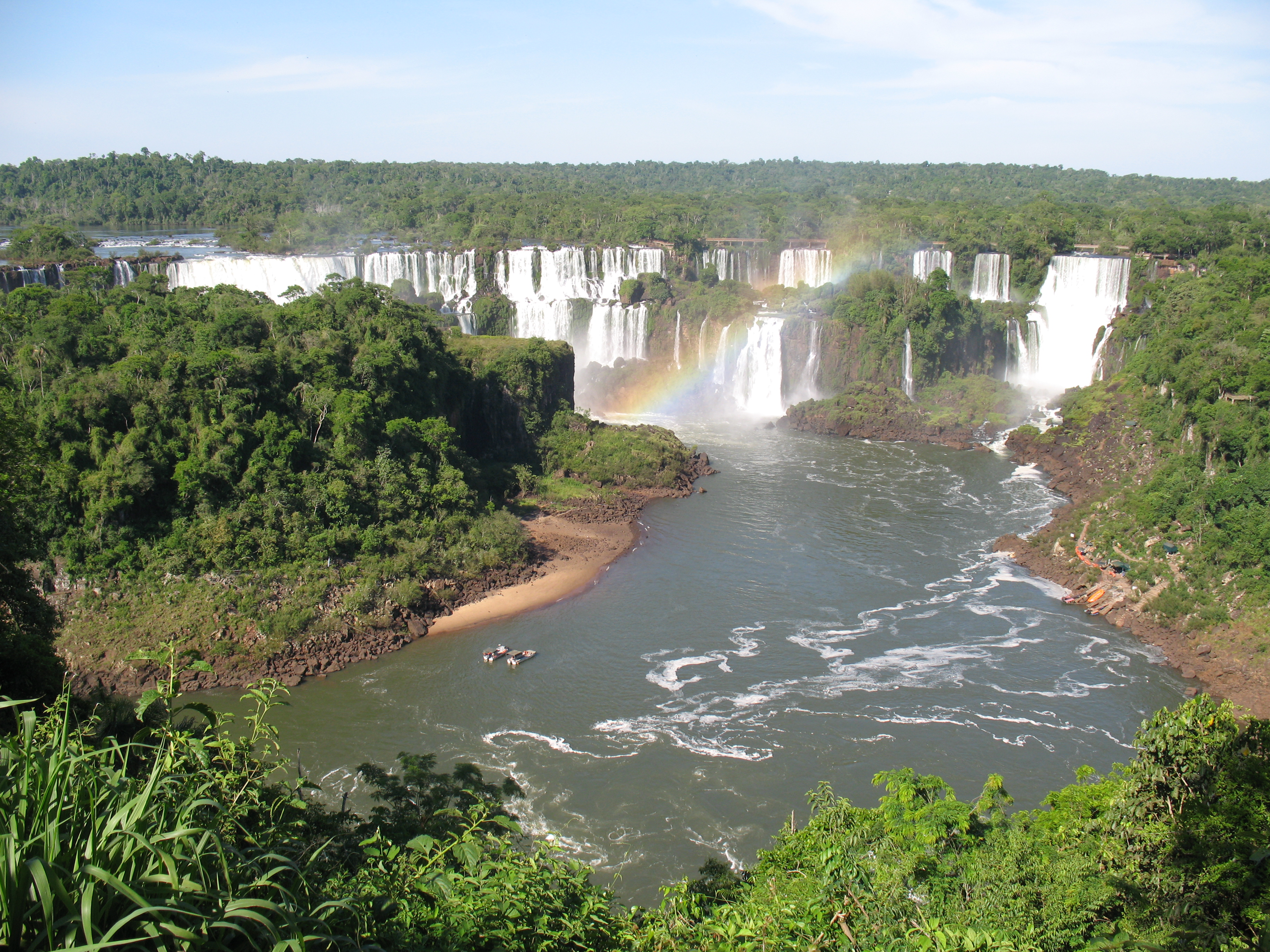
Iguaçu-Wasserfälle, port. Cataratas do Iguaçu

Bekannt ist der Fluss durch die Iguaçu-Wasserfälle, wenige Kilometer von der Mündung flussaufwärts gelegen. Sie sind der Breite nach die größten Wasserfälle der Welt; die Victoriafälle sind höher, aber schmaler; allerdings ist ihre Absturzkante ununterbrochen. Etwa drei Viertel der Fälle liegen auf argentinischem Staatsgebiet, von wo mit dem Tren Ecológico de la Selva die Anfahrt bis zum sogenannten „Teufelsschlund“, spanisch: Garganta del Diablo, möglich ist. Auf der Gesamtbreite der Fälle von etwa 2700 m stürzen durchschnittlich 1700 m³/s, nach längeren Niederschlägen bis zu 12.742 m³/s, in zwei Stufen je nach Stelle 60 m bis 82 m hinab. 1992 waren es nach schweren Regenfällen sogar 29.000 m³/s.
Álvar Núñez Cabeza de Vaca war im Jahre 1541 der erste Europäer, der die Fälle erblickte und sie Santa-Maria-Fälle benannte. Allerdings konnte sich der von ihm gewählte Name nicht gegenüber dem Guaraní-Wort für die Fälle durchsetzen.
Eleanor Roosevelt soll beim Anblick dieser Fälle nur die zwei Worte „Poor Niagara!“ ausgesprochen haben. Je nach Auslegung kann dies als „Arme Niagarafälle“ oder als „armselige/kümmerliche Niagarafälle“ übersetzt werden.